# История с пчели
„История с пчели“ (на английски: Bee Movie) е американски компютърно-анимационен филм от 2007 г.